# Pantelis Karasevdas
Pantelis Karasevdas (n. 1877, Astakos, Peloponez, Grecia de Vest și Insulele Ionice⁠(d), Grecia – d. 14 martie 1946, Agrinio, Peloponez, Grecia de Vest și Insulele Ionice⁠(d), Grecia) a fost un politician ce a reprezentat Grecia, medaliat olimpic. A participat la o ediție a Jocurilor Olimpice (1896) în care a câștigat o medalie de aur.

## Participări
Lista de mai jos prezintă principalele competiții la care a participat Pantelis Karasevdas de-a lungul carierei.
- Tir la Jocurile Olimpice de vară din 1896 - pușcă militară 200m (masculin)